# Heinz Weinhold-Stünzi
Heinz Weinhold-Stünzi (* 28. November 1926 in St. Gallen; † 17. Februar 2004 ebenda) war ein Schweizer Betriebswirtschaftler.
Weinhold studierte an der damaligen Hochschule St. Gallen, er wurde 1956 promoviert und 1961 habilitiert. Im Jahr 1963 wurde er Extraordinarius, von 1965 bis 1992 war er ordentlicher Professor für Betriebswirtschaftslehre mit besonderer Berücksichtigung der Absatzwirtschaft.
Er war 1957 Mitbegründer und erster Leiter der Forschungsstelle für den Handel am Institut für Betriebswirtschaft der Hochschule. Diese Forschungsstelle wurde 1967 unter seiner Direktion als Forschungsinstitut für Absatz und Handel verselbständigt und im September 2000 in das heutige Institut für Marketing und Handel (IMH-HSG) umbenannt.
Weinhold war verheiratet und als Milizoffizier Oberst der Transporttruppen der Schweizer Armee.